# Романовка (Аннинский район)
Романовка — посёлок в Аннинском районе Воронежской области России.
Входит в состав Нащёкинского сельского поселения.

## География
Поселок находится на реке Берёзовка.
Ближайшие сёла: Нащёкино.

### Улицы
- ул. Садовая,
- ул. Советская,
- ул. Черемушки,
- ул. Школьная.

## Население
| 1859 | 1897 | 2000 | 2005 | 2010 |
| ---- | ---- | ---- | ---- | ---- |
| 568  | ↗571 | ↘178 | ↘166 | ↘115 |

## История
Село основано в конце XVIII — начале XIX века.